# Hedyotis gamblei
Hedyotis gamblei är en måreväxtart som beskrevs av Ambrose Nathaniel Henry och Subr.. Hedyotis gamblei ingår i släktet Hedyotis och familjen måreväxter. Inga underarter finns listade i Catalogue of Life.